# Коплиньский, Аницет Адальберт
Аницет Адальберт Коплиньский (пол. Anicet Adalbert Kopliński; 30 июля 1875, Дебжно, Поморское воеводство — 16 октября 1941, концлагерь Освенцим, Верхняя Силезия) — блаженный Римско-католической церкви, монах из францисканского ордена капуцинов, священник, мученик. Входит в число 108 блаженных польских мучеников, беатифицированных римским папой Иоанном Павлом II во время его посещения Варшавы 13 июня 1999 года.

## Биография
Родился в онемеченной мазурской семье Лоренца и Берты Коплиньских. 23 ноября 1893 года вступил в новициат францисканского ордена капуцинов. Вечные монашеские обеты принял 24 ноября 1897 года. 15 августа 1900 года был рукоположён в сан священника. Занимался пастырской деятельностью с польскими эмигрантами в Вестфалии, Германия. В марте 1918 года был послан на обучение польскому языку в монастырь капуцинов в Варшаве, где вскоре стал известен как хороший исповедник. Его услугами исповедника пользовались желающие вступить во францисканский орден, среди них был будущий римский папа Пий XI.
В ночь с 26-го на 27-е июня 1941 года был арестован Гестапо вместе с другими капуцинами варшавского монастыря. В сентябре 1941 года был направлен в концентрационный лагерь Аушвиц, где погиб в газовой камере 16 октября 1941 года. Его концентрационный номер — 20376.

## Прославление
13 июня 1999 года был беатифицирован римским папой Иоанном Павлом II вместе с другими польскими мучениками Второй мировой войны.
День памяти — 12 июня.